# Grande Prêmio da Espanha de 1986
Resultados do Grande Prêmio da Espanha de Fórmula 1 realizado em Jerez em 13 de abril de 1986. Segunda etapa do campeonato, foi vencido pelo brasileiro Ayrton Senna, da Lotus-Renault, com Nigel Mansell em segundo pela Williams-Honda e Alain Prost em terceiro pela McLaren-TAG/Porsche.

## Resumo
Mansell tinha tudo para vencer a corrida, mas de repente, o Williams # 5 perde toda a vantagem e foi ultrapassado por Senna (2º) e Prost (3º); o piloto inglês vai aos boxes colocar novo jogo de pneus e retorna ao circuito em 3º. O motivo da troca de pneus, é que um pedaço de metal grudado fazia o carro perder pressão e derrapar, devido a um minúsculo furo. Assim que o pneu atingiu a temperatura ideal, o piloto fez seis voltas mais rápidas e vai se aproximando rapidamente da McLaren # 1 do francês (2º).
Faltando quatro voltas para o final, Mansell tenta ultrapassar Prost por fora no início da reta dos boxes e não consegue e depois quase no final dela tenta por dentro e também não obtém êxito. Senna que estava um pouco à frente ganha segundos importante com isso. Apenas no miolo do circuito é que o piloto inglês consegue superá-lo. 
Restando três voltas, Mansell tem pista livre e vai diminuindo a diferença em relação ao piloto brasileiro que completa a penúltima volta com menos de 2 segundos de vantagem. A cada curva da pista espanhola, o piloto da Williams ia se aproximando cada vez mais do carro preto; ao completar a última curva, o inglês entra na reta dos boxes em condições de ultrapassá-lo e vencer a prova. Mansell pega todo o vácuo para superá-lo e ambos recebem a bandeira quadriculada praticamente juntos. Nenhum dos dois pilotos tinha a certeza de que tinha vencido, até que os alto-falantes do autódromo anunciam a vitória de Ayrton Senna por ínfimos 14 milésimos de segundo.

## Classificação

### Treinos oficiais
| Pos.    | N.º | Piloto             | Construtor             | Q1       | Q2        | Grid    |
| ------- | --- | ------------------ | ---------------------- | -------- | --------- | ------- |
| 1       | 12  | Ayrton Senna       | Lotus-Renault          | 1:21.605 | 1:21.924  | —       |
| 2       | 6   | Nelson Piquet      | Williams-Honda         | 1:23.097 | 1:22.431  | + 0.826 |
| 3       | 5   | Nigel Mansell      | Williams-Honda         | 1:23.024 | 1:22.576  | + 0.971 |
| 4       | 1   | Alain Prost        | McLaren-TAG/Porsche    | 1:23.702 | 1:22.886  | + 1.281 |
| 5       | 2   | Keke Rosberg       | McLaren-TAG/Porsche    | 1:23.948 | 1:23.004  | + 1.399 |
| 6       | 25  | René Arnoux        | Ligier-Renault         | 1:24.566 | 1:24.274  | + 2.669 |
| 7       | 20  | Gerhard Berger     | Benetton-BMW           | 1:24.501 | 1:25.235  | + 2.896 |
| 8       | 26  | Jacques Laffite    | Ligier-Renault         | 1:24.817 | 1:25.863  | + 3.212 |
| 9       | 19  | Teo Fabi           | Benetton-BMW           | 1:25.052 | 1:26.196  | + 3.447 |
| 10      | 11  | Johnny Dumfries    | Lotus-Renault          | 1:29.093 | 1:25.107  | + 3.502 |
| 11      | 28  | Stefan Johansson   | Ferrari                | 1:25.466 | 1:25.655  | + 3.861 |
| 12      | 3   | Martin Brundle     | Tyrrell-Renault        | 1:25.831 | 1:41.631  | + 4.226 |
| 13      | 27  | Michele Alboreto   | Ferrari                | 1:26.554 | 1:26.094  | + 4.489 |
| 14      | 7   | Riccardo Patrese   | Brabham-BMW            | 1:26.231 | 1:29.911  | + 4.626 |
| 15      | 8   | Elio de Angelis    | Brabham-BMW            | 1:27.300 | 1:26.550  | + 4.945 |
| 16      | 14  | Jonathan Palmer    | Zakspeed               | 1:27.600 | 1:26.918  | + 5.313 |
| 17      | 15  | Alan Jones         | Haas Lola-Hart         | 1:28.645 | 1:26.946  | + 5.341 |
| 18      | 16  | Patrick Tambay     | Haas Lola-Hart         | 1:27.045 | 1:26.992  | + 5.387 |
| 19      | 18  | Thierry Boutsen    | Arrows-BMW             | 1:28.812 | 1:27.169  | + 5.564 |
| 20      | 4   | Philippe Streiff   | Tyrrell-Renault        | 1:27.637 | 1:28.086  | + 6.032 |
| 21      | 21  | Piercarlo Ghinzani | Osella-Alfa Romeo      | 1:28.894 | 1:28.423  | + 6.818 |
| 22      | 17  | Marc Surer         | Arrows-BMW             | 1:28.803 | 1:28.443  | + 6.838 |
| 23      | 22  | Christian Danner   | Osella-Alfa Romeo      | 1:29.046 | —         | + 7.441 |
| 24      | 23  | Andrea de Cesaris  | Minardi-Motori Moderni | 1:29.195 | 17:53.811 | + 7.590 |
| 25      | 24  | Alessandro Nannini | Minardi-Motori Moderni | —        | 1:30.062  | + 8.457 |
| Fontes: |     |                    |                        |          |           |         |

### Corrida
| Pos.    | Nº | Piloto             | Construtor             | Voltas | Tempo/Diferença      | Grid | Pontos |
| ------- | -- | ------------------ | ---------------------- | ------ | -------------------- | ---- | ------ |
| 1       | 12 | Ayrton Senna       | Lotus-Renault          | 72     | 1:48:47.735          | 1    | 9      |
| 2       | 5  | Nigel Mansell      | Williams-Honda         | 72     | + 0.014              | 3    | 6      |
| 3       | 1  | Alain Prost        | McLaren-TAG/Porsche    | 72     | + 21.552             | 4    | 4      |
| 4       | 2  | Keke Rosberg       | McLaren-TAG/Porsche    | 71     | + 1 volta            | 5    | 3      |
| 5       | 19 | Teo Fabi           | Benetton-BMW           | 71     | + 1 volta            | 9    | 2      |
| 6       | 20 | Gerhard Berger     | Benetton-BMW           | 71     | + 1 volta            | 7    | 1      |
| 7       | 18 | Thierry Boutsen    | Arrows-BMW             | 68     | + 4 voltas           | 19   |        |
| 8       | 16 | Patrick Tambay     | Haas Lola-Hart         | 66     | + 6 voltas           | 18   |        |
| Ret     | 11 | Johnny Dumfries    | Lotus-Renault          | 52     | Câmbio               | 10   |        |
| Ret     | 3  | Martin Brundle     | Tyrrell-Renault        | 41     | Motor                | 12   |        |
| Ret     | 26 | Jacques Laffite    | Ligier-Renault         | 40     | Semieixo             | 8    |        |
| Ret     | 17 | Marc Surer         | Arrows-BMW             | 39     | Bomba de combustível | 22   |        |
| Ret     | 6  | Nelson Piquet      | Williams-Honda         | 39     | Motor                | 2    |        |
| Ret     | 8  | Elio de Angelis    | Brabham-BMW            | 29     | Câmbio               | 15   |        |
| Ret     | 25 | René Arnoux        | Ligier-Renault         | 29     | Semieixo             | 6    |        |
| Ret     | 27 | Michele Alboreto   | Ferrari                | 22     | Rolamento de roda    | 13   |        |
| Ret     | 4  | Philippe Streiff   | Tyrrell-Renault        | 22     | Motor                | 20   |        |
| Ret     | 22 | Christian Danner   | Osella-Alfa Romeo      | 14     | Motor                | 23   |        |
| Ret     | 28 | Stefan Johansson   | Ferrari                | 11     | Freios               | 11   |        |
| Ret     | 21 | Piercarlo Ghinzani | Osella-Alfa Romeo      | 10     | Motor                | 21   |        |
| Ret     | 7  | Riccardo Patrese   | Brabham-BMW            | 8      | Câmbio               | 14   |        |
| Ret     | 23 | Andrea de Cesaris  | Minardi-Motori Moderni | 1      | Diferencial          | 24   |        |
| Ret     | 14 | Jonathan Palmer    | Zakspeed               | 0      | Colisão              | 16   |        |
| Ret     | 15 | Alan Jones         | Haas Lola-Hart         | 0      | Colisão              | 17   |        |
| Ret     | 24 | Alessandro Nannini | Minardi-Motori Moderni | 0      | Diferencial          | 25   |        |
| Fontes: |    |                    |                        |        |                      |      |        |

## Tabela do campeonato após a corrida
| Pos.    | Piloto          | Pontos |
| ------- | --------------- | ------ |
| 1       | Ayrton Senna    | 15     |
| 2       | Nelson Piquet   | 9      |
| 3       | Nigel Mansell   | 6      |
| 4       | Jacques Laffite | 4      |
| 5       | Alain Prost     | 4      |
| Fontes: |                 |        |

| Pos.    | Construtor          | Pontos |
| ------- | ------------------- | ------ |
| 1       | Williams-Honda      | 15     |
| 2       | Lotus-Renault       | 15     |
| 3       | Ligier-Renault      | 7      |
| 4       | McLaren-TAG/Porsche | 4      |
| 5       | Benetton-BMW        | 4      |
| Fontes: |                     |        |

- Nota: Somente as primeiras cinco posições estão listadas. Entre 1981 e 1990 cada piloto podia computar onze resultados válidos por temporada não havendo descartes no mundial de construtores.